# Minotauria attemsi
Minotauria attemsi är en spindelart som beskrevs av Kulczynski 1903. Minotauria attemsi ingår i släktet Minotauria och familjen ringögonspindlar. Inga underarter finns listade i Catalogue of Life.